# Rupt-aux-Nonains
Rupt-aux-Nonains is een gemeente in het Franse departement Meuse (regio Grand Est) en telt 353 inwoners (1999). De plaats maakt deel uit van het arrondissement Bar-le-Duc.

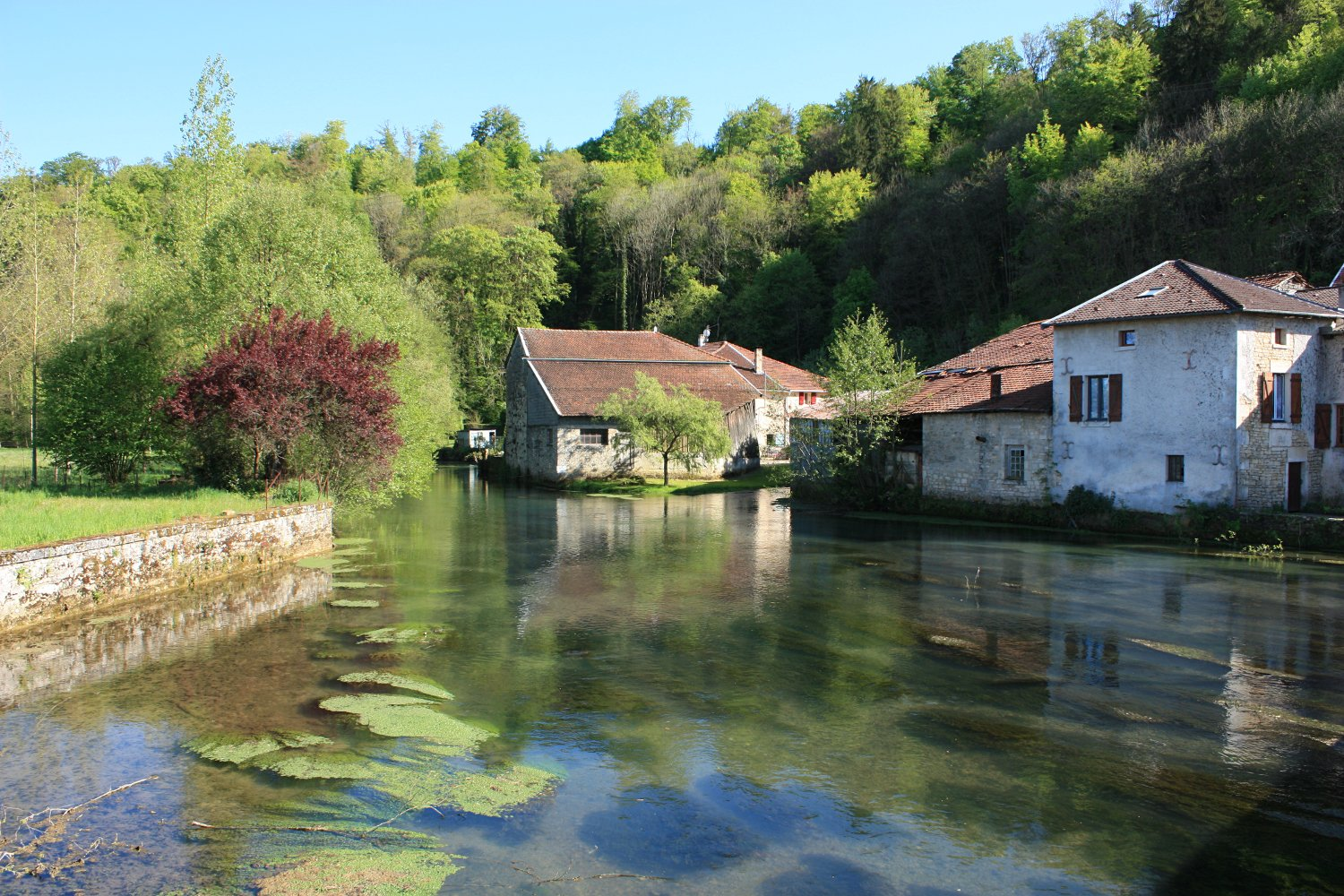
Rupt-aux-Nonains

## Geografie
De oppervlakte van Rupt-aux-Nonains bedraagt 19,9 km², de bevolkingsdichtheid is 17,7 inwoners per km².
De onderstaande kaart toont de ligging van Rupt-aux-Nonains met de belangrijkste infrastructuur en aangrenzende gemeenten.

## Demografie
Onderstaande figuur toont het verloop van het inwonertal (bron: INSEE-tellingen).